# Miomantis ehrenbergi
Miomantis ehrenbergi är en bönsyrseart som beskrevs av Werner 1928. Miomantis ehrenbergi ingår i släktet Miomantis och familjen Mantidae. Inga underarter finns listade i Catalogue of Life.